# Diócesis de Mondoñedo-Ferrol
La diócesis de Mondoñedo-Ferrol (en latín: Dioecesis Mindoniensis-Ferrolensis y en gallego: Diocese de Mondoñedo-Ferrol) es una circunscripción eclesiástica de la Iglesia católica en España. Se trata de una diócesis latina, sufragánea de la archidiócesis de Santiago de Compostela. Desde el 1 de julio de 2021 su obispo es Fernando García Cadiñanos.

## Territorio y organización

División eclesiástica de Galicia. Muchos de sus arciprestazgos hacen referencia a entidades étnicas prerromanas, como Nemancos, Céltigos, Entíns o Posmarcos

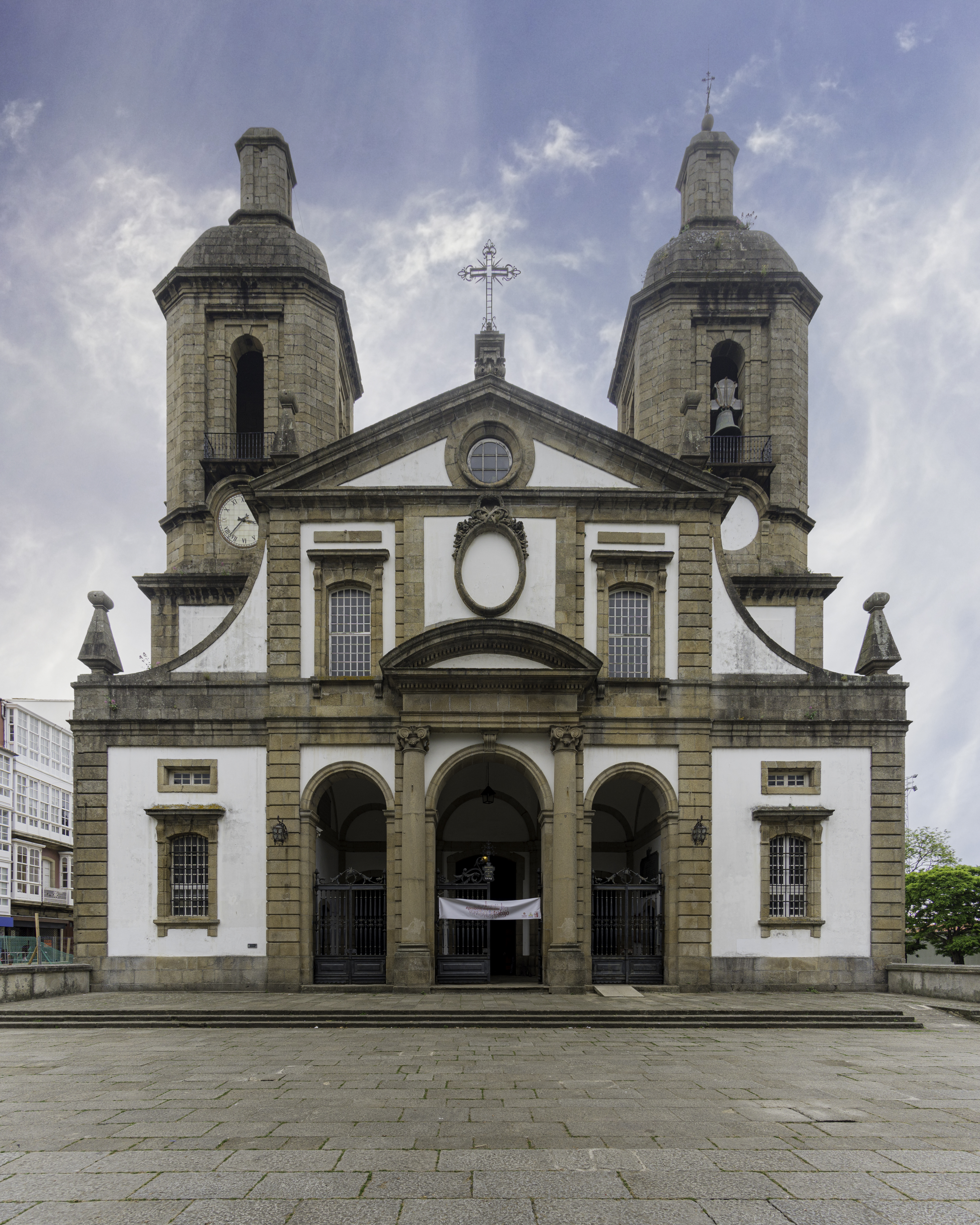
Concatedral de San Julián, en Ferrol

La diócesis tiene 4524 km² y extiende su jurisdicción sobre los fieles católicos de rito latino residentes en la parte más septentrional de la comunidad autónoma de Galicia, comprendiendo:
- 13 municipios de la provincia de La Coruña: Puentes de García Rodríguez, Somozas, Cariño, Cedeira, Cerdido, Ferrol, Mañón, Monfero, Narón, Neda, Ortigueira, San Saturnino y Valdoviño;
- 27 municipios de la provincia de Lugo: Abadín, Barreiros, Begonte, Burela, Castro de Rey, Castroverde, Cervo, Cospeito, Foz, Guitiriz, Lourenzá, Mondoñedo, Muras, Vicedo, Ourol, Otero de Rey, Pastoriza, Pol, Puente Nuevo, Ribadeo, Riotorto, Trabada, Valle de Oro, Villalba, Vivero, Germade y Jove.

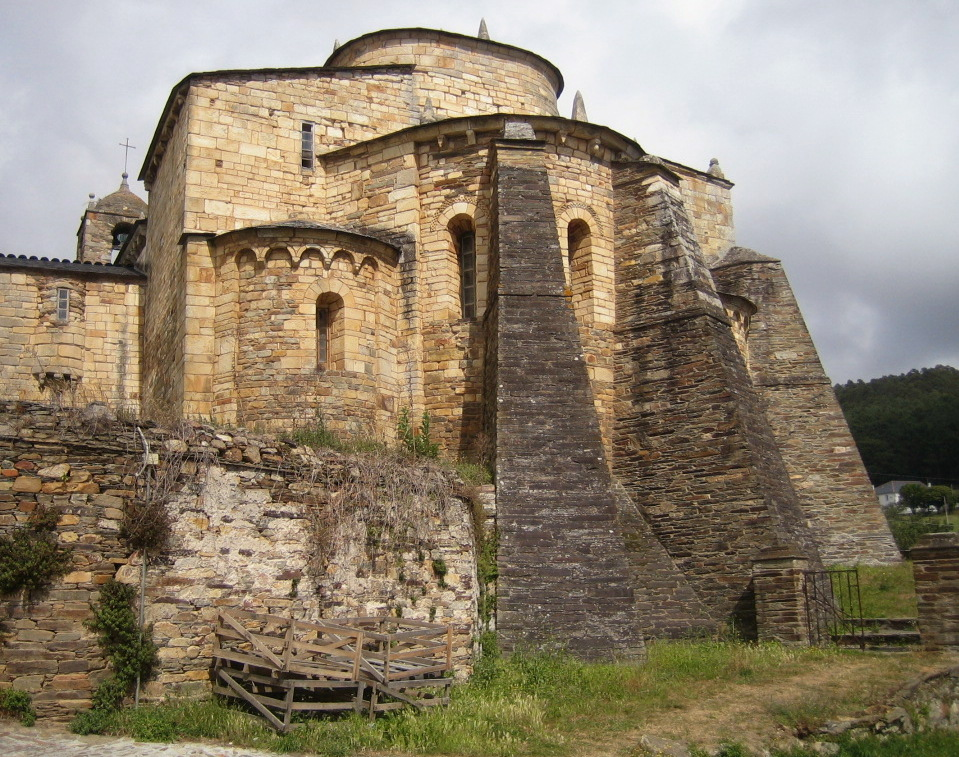
Basílica de San Martín, en Foz

La sede de la diócesis se encuentra en la ciudad de Ferrol, en donde se halla la Concatedral de San Julián. En Mondoñedo se encuentra la Catedral basílica de la Virgen de la Asunción. En Foz se halla la excatedral basílica de San Martín, considerada como la catedral más antigua de España.
En 2021 en la diócesis existían 422 parroquias agrupadas en 7 arciprestazgos: Ferrol, Jubia, Vivero, Ortegal-Puentes, Ribadeo-Miranda, Terrachá y Mondoñedo.

## Historia
En los territorios de la actual diócesis existió, en los siglos VI y VII, una diócesis llamada "de Bretoña o de Britonia". Este distrito eclesiástico, que tenía su sede en el actual municipio de A Pastoriza, fue erigido por britano-romanos que huían de la Britania romana tras las invasiones de sajones y anglos, ocupando territorio de la archidiócesis de Lugo, de la que fue sufragánea al principio.. Se conocen cuatro obispos de esta antigua sede entre 572 y 675. El territorio de la diócesis, que se extendía por parte de Galicia y Asturias, fue devastado por Abd-al-Aziz en 716, lo que provocó la desaparición de la sede Britoniensis.
En la Hispania visigoda fue sede episcopal de la Iglesia católica, sufragánea de la archidiócesis de Braga que comprendía la antigua provincia romana de Gallaecia en la diócesis de Hispania. Tras la Reconquista, en el siglo IX, la sede fue restablecida y llevada a San Martín de Mondoñedo.
El primer obispo de Mondoñedo fue Sabarico I, que fue obispo de Dumio, cerca de Braga en el norte de Portugal, y abad del monasterio de esa ciudad. Debido a las invasiones de los sarracenos tuvo que abandonar su sede, acompañado de sus monjes, y refugiarse en el norte, en Galicia, donde fue acogido por el rey Alfonso III el Grande, quien le permitió establecerse en una localidad, llamada Mindunieto, y fundó un nuevo monasterio, conocido hoy como San Martín de Mondoñedo. La fundación de esta diócesis, que abarcaba sólo parcialmente el territorio de la antigua sede de Britonia, es decir la parte gallega, se produjo durante el reinado de Alfonso III, que se inició aproximadamente en 866.
A partir de este momento comienza la serie de obispos de Mondoñedo, que durante más de un siglo llevarán indistintamente el doble título de obispos Dumiensis o Sancti Martini Minduniensis.
Inicialmente sufragánea de la archidiócesis de Lugo, en 1071 pasó a formar parte de la provincia eclesiástica de la archidiócesis de Braga y el 27 de febrero de 1120 pasó a ser sufragánea de la archidiócesis de Santiago de Compostela.
En el siglo XII la sede de los obispos de Dumio o Mondoñedo se trasladó a Villamayor y a finales del mismo siglo fue trasladada a Ribadeo y finalmente a partir de 1219 establecida definitivamente en Mondoñedo. A partir de ese momento la diócesis tomó el nombre de diócesis de Mondoñedo. El obispo Martín inició en 1219 las obras de construcción de la nueva catedral, que fue terminada en el siglo XIV.

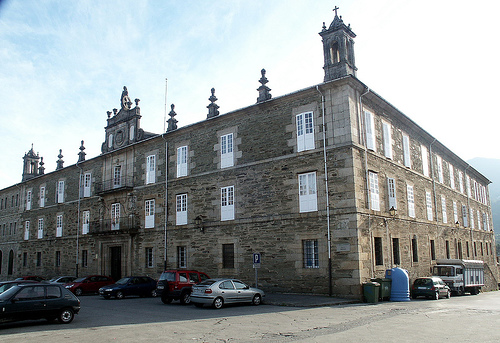
Real Seminario Conciliar de Santa Catalina de Mondoñedo, inaugurado en 1572

Durante el episcopado de Pedro Maldonado, en 1565, se inició la construcción del seminario diocesano, el Real Seminario Conciliar de Santa Catalina, según indicaciones del Concilio de Trento, cuya construcción finalizó en 1583. Fue el tercer seminario erigido en el reino español.
En 1954, tras el concordato del año anterior, la diócesis perdió sus enclaves, anexados a la diócesis de Lugo y a la archidiócesis de Santiago de Compostela, y a cambio adquirió un conjunto de parroquias pertenecientes a la diócesis de Lugo y a la archidiócesis de Oviedo.
El 9 de marzo de 1959 asumió su nombre actual en virtud de la bula Qui tamquam Petrus del papa Juan XXIII. Al mismo tiempo, Ferrol se convirtió en sede de los obispos y del capítulo de canónigos.
El 1 de julio de 2021 el papa Francisco nombró obispo de esta diócesis a Fernando García Cadiñanos, hasta ese momento vicario general de Burgos.

## Estadísticas
Según el Anuario Pontificio 2022 la diócesis tenía a fines de 2021 un total de 259 936 fieles bautizados.
| Año                                                                             | Población            | Población | Población      | Sacerdotes | Sacerdotes    | Sacerdotes    | Bautizados por sacerdote | Diáconos permanentes | Religiosos | Religiosos | Parroquias |
| Año                                                                             | Bautizados católicos | Total     | % de católicos | Total      | Clero secular | Clero regular | Bautizados por sacerdote | Diáconos permanentes | Varones    | Mujeres    | Parroquias |
| ------------------------------------------------------------------------------- | -------------------- | --------- | -------------- | ---------- | ------------- | ------------- | ------------------------ | -------------------- | ---------- | ---------- | ---------- |
| 1950                                                                            | 320 750              | 321 400   | 99.8           | 387        | 345           | 42            | 828                      |                      | 66         | 174        | 401        |
| 1970                                                                            |                      | 348 000   | 0.0            | 312        | 274           | 38            | 0                        |                      | 53         | 540        | 420        |
| 1980                                                                            | 325 900              | 327 000   | 99.7           | 319        | 294           | 25            | 1021                     |                      | 33         | 476        | 421        |
| 1990                                                                            | 340 000              | 342 000   | 99.4           | 244        | 217           | 27            | 1393                     |                      | 35         | 406        | 424        |
| 1999                                                                            | 355 000              | 360 000   | 98.6           | 227        | 209           | 18            | 1563                     |                      | 23         | 302        | 424        |
| 2000                                                                            | 357 000              | 362 000   | 98.6           | 222        | 205           | 17            | 1608                     |                      | 22         | 287        | 424        |
| 2001                                                                            | 358 000              | 364 000   | 98.4           | 223        | 209           | 14            | 1605                     |                      | 21         | 296        | 420        |
| 2002                                                                            | 360 000              | 366 000   | 98.4           | 225        | 214           | 11            | 1600                     |                      | 19         | 225        | 424        |
| 2003                                                                            | 298 073              | 301 095   | 99.0           | 200        | 183           | 17            | 1490                     |                      | 35         | 258        | 426        |
| 2004                                                                            | 286 097              | 288 998   | 99.0           | 204        | 181           | 23            | 1402                     |                      | 29         | 303        | 426        |
| 2013                                                                            | 291 100              | 292 200   | 99.6           | 158        | 147           | 11            | 1842                     |                      | 15         | 211        | 422        |
| 2016                                                                            | 271 541              | 273 376   | 99.3           | 148        | 138           | 10            | 1834                     |                      | 14         | 213        | 422        |
| 2019                                                                            | 263 524              | 265 415   | 99.3           | 125        | 115           | 10            | 2108                     |                      | 13         | 175        | 422        |
| 2021                                                                            | 259 936              | 261 879   | 99.3           | 111        | 103           | 8             | 2341                     |                      | 12         | 164        | 422        |
| Fuente: Catholic-Hierarchy, que a su vez toma los datos del Anuario Pontificio. |                      |           |                |            |               |               |                          |                      |            |            |            |

Durante el curso 2017-2018, 5 seminaristas menores se formaron en el Seminario Mayor diocesano. Los seminaristas menores estudian en el Seminario Menor de Mondoñedo.

## Patrimonio archivístico
El Archivo Diocesano de Mondoñedo, entidad asociada al obispado y situada en el entorno de la catedral mindoniense, tiene entre los libros parroquiales que allí están depositados figuran los más antiguos de las parroquias que forman parte de la diócesis.
La siguiente tabla es una lista de los registros bautismales de las parroquias cuyos datos comenzaron a ser anotados durante el siglo XVI, en el cual se dio comienzo a los que hoy se conservan y que pueden ser consultados in situ por todos los investigadores. Existen también otros miles de libros sacramentales comprendidos entre los siglos XVI-XIX depositados y catalogados desde hace varias décadas allí de todas las parroquias de la diócesis. Los que van desde las postrimerías del siglo XIX hasta la actualidad, suelen conservarse sino en sus respectivas parroquias, entonces en aquellas casas rectorales donde residen los sacerdotes que las atiendan.
| N.º  | Parroquia   | Titular               | Municipio     | Provincia | Bautismos | Confirmaciones | Matrimonios | Defunciones | Fábrica |
| ---- | ----------- | --------------------- | ------------- | --------- | --------- | -------------- | ----------- | ----------- | ------- |
| 1.º  | El Burgo    | Santa María           | Muras         | Lugo      | 1500      | 1689           | 1500        | 1690        | 1740    |
| 2.º  | Piñeiro     | San Cosme             | Cedeira       | La Coruña | 1540      | 1902           | 1703        | 1700        | -       |
| 3.º  | Piñeira     | San Juan Evangelista  | Ribadeo       | Lugo      | 1543      | 1788           | 1589        | 1577        | 1631    |
| 4.º  | El Yermo    | San Julián            | Ortigueira    | La Coruña | 1564      | 1634           | 1612        | 1598        | 1730    |
| 5.º  | Santiago    | Santiago, el Mayor    | Mondoñedo     | Lugo      | 1571      | 1632           | 1597        | 1592        | 1890    |
| 6.º  | Ladrido     | Santa Eulalia         | Ortigueira    | La Coruña | 1571      | 1917           | 1643        | 1642        | 1725    |
| 7.º  | Narahío     | Santa María           | San Saturnino | La Coruña | 1578      | 1924           | 1578        | 1578        | 1665    |
| 8.º  | Igresafeita | Santa María           | San Saturnino | La Coruña | 1578      | -              | 1578        | 1578        | 1882    |
| 9.º  | Covas       | San Juan              | Vivero        | Lugo      | 1581      | 1882           | 1576        | 1625        | 1658    |
| 10.º | Corvite     | San Pedro             | Abadín        | Lugo      | 1585      | 1781           | 1590        | 1642        | -       |
| 11.º | Abeledo     | Santa María           | Abadín        | Lugo      | 1586      | 1783           | 1591        | 1643        | -       |
| 12.º | Villarente  | San Juan              | Abadín        | Lugo      | 1586      | 1783           | 1591        | 1643        | -       |
| 13.º | Ortigueira  | Santa Marta           | Ortigueira    | La Coruña | 1587      | 1882           | 1636        | 1641        | 1766    |
| 14.º | Cervo       | Santa María           | Cervo         | Lugo      | 1590      | 1866           | 1586        | 1600        | 1619    |
| 15.º | La Devesa   | Santa Eulalia         | Ribadeo       | Lugo      | 1590      | 1866           | 1586        | 1600        | 1619    |
| 16.º | Coubeira    | Santa María Magdalena | Mondoñedo     | Lugo      | 1590      | -              | 1595        | 1596        | 1723    |
| 17.º | Muras       | San Pedro             | Muras         | Lugo      | 1590      | 1851           | 1629        | 1629        | 1685    |
| 18.º | Villanueva  | San Salvador          | Lorenzana     | Lugo      | 1590      | 1860           | 1640        | 1638        | 1877    |
| 19.º | Suegos      | Santa María           | Vicedo        | Lugo      | 1591      | 1667           | 1667        | 1667        | 1644    |
| 20.º | Masma       | San Andrés            | Mondoñedo     | Lugo      | 1592      | -              | 1593        | 1593        | 1682    |
| 21.º | Germade     | Santa María           | Germade       | Lugo      | 1592      | 1902           | 1712        | 1660        | 1732    |
| 22.º | Arcillá     | San Pelayo            | Cospeito      | Lugo      | 1593      | -              | 1628        | 1628        | 1638    |
| 23.º | Neda        | Santa María           | Neda          | La Coruña | 1596      | 1782           | 1596        | 1619        | 1614    |
| 24.º | Argomoso    | San Pedro             | Mondoñedo     | Lugo      | 1597      | 1738           | 1600        | 1643        | 1887    |
| 25.º | Lieiro      | Santa María           | Cervo         | Lugo      | 1598      | 1782           | 1717        | 1606        | 1657    |
| 26.º | La Piedra   | Santa María           | Cariño        | La Coruña | 1600      | 1800           | 1600        | 1600        | 1700    |

Los datos aparecen tabulados por estricto orden cronológico de las fechas en que figuran asentados los primeros bautismos, aunque además de tales datos, figuran también los años en que dan comienzo los otros registros sacramentales que la Iglesia, desde el Concilio de Trento, mandó a anotar de manera obligatoria en cada parroquia. Estos son: los matrimoniales y los de defunción, a los que posteriormente se agregaron los de confirmaciones y los libros de fábrica, en los que se solían anotar aquellos asuntos referentes a temas económicos de cada núcleo parroquial.